# Одриё
Одриё (фр. Audrieu) — коммуна во Франции, находится в регионе Нижняя Нормандия. Департамент коммуны — Кальвадос. Входит в состав кантона Тийи-сюр-Сёль. Округ коммуны — Кан.
Код INSEE коммуны — 14026.

## Население
Население коммуны на 2010 год составляло 1042 человека.
| 1962 | 1968 | 1975 | 1982 | 1990 | 1999 | 2010 |
| ---- | ---- | ---- | ---- | ---- | ---- | ---- |
| 520  | 539  | 485  | 676  | 868  | 839  | 1042 |

## Экономика
В 2010 году среди 671 человека трудоспособного возраста (15—64 лет) 513 были экономически активными, 158 — неактивными (показатель активности — 76,5 %, в 1999 году было 68,0 %). Из 513 активных жителей работали 466 человек (251 мужчина и 215 женщин), безработных было 47 (18 мужчин и 29 женщин). Среди 158 неактивных 59 человек были учениками или студентами, 62 — пенсионерами, 37 были неактивными по другим причинам.